# Aziza Bennani
Aziza Bennani (sinh năm 1943), là một chính trị gia và học giả người Ma-rốc.

## Đời sống
Sinh ra ở Rabat, Bennani học tại Đại học Mohammed V ở Rabat. Sau khi tốt nghiệp đại học về ngôn ngữ và văn học Tây Ban Nha, cô đã nhận được bằng tiến sĩ với luận án về Pedro Antonio de Alarcón. Cô cũng có được bằng tiến sĩ từ Paris X Nanterre với luận án về Carlos Fuentes. Cô là trưởng khoa nghiên cứu Tây Ban Nha tại Đại học Mohammed V từ năm 1974 đến 1988. Năm 1988, cô trở thành Trưởng khoa Thư của Đại học Hassan II Mohammedia ở Mohammédia.
Vào năm 1994, Bennani đã trở thành ủy viên cao cấp cho người khuyết tật, và cô là thư ký của bộ trưởng bộ giáo dục đại học trong chính phủ 1997-8 của Abdellatif Filali. Năm 1998, bà được bổ nhiệm làm đại sứ của UNESCO và năm 2001, ông kế nhiệm Sonia Mendieta de Badaroux làm chủ tịch ban điều hành của UNESCO.